# Патрональная икона

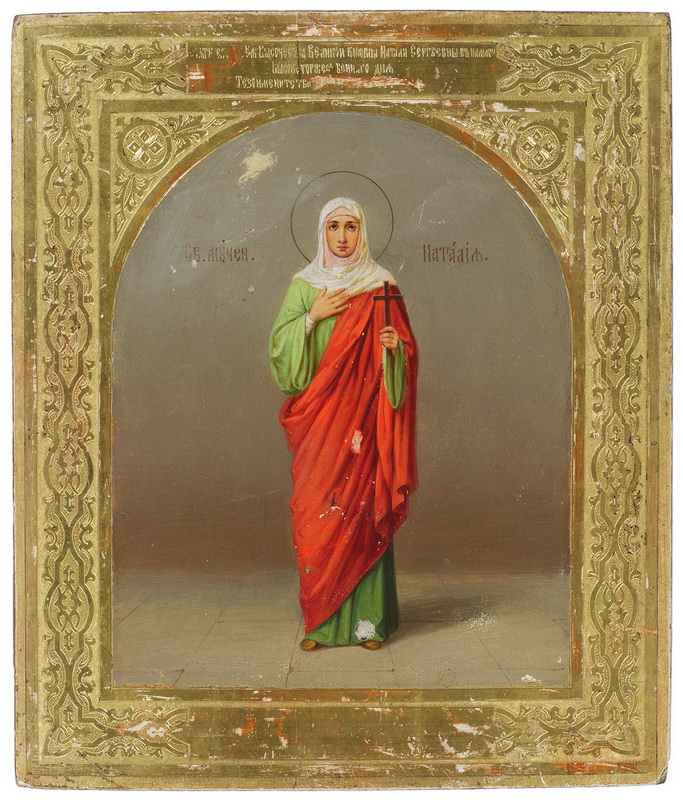
Икона «Святая Наталия», 1914—1917 гг. Надпись на верхней дробнице «…яти…е… Ея высочества Великой Княгини Наталіи Сергеевны въ память / Высокоторжественнаго дня / Тезоименитства…». Принадлежала Наталии Сергеевне Шереметьевской, жене вел. кн. Михаила Александровича

Патрональная икона (от лат. patronus — покровитель), именная икона, тезоименная икона — икона с изображением святого-покровителя в честь которого при крещении дано имя её владельцу (т. н. тезоименный святой), «икона, на которой изображается заказчик или даритель иконы (ср. ктитор), либо тезоименный ему святой».

## Царские патрональные иконы

### Мерная икона
Мерная икона, княжеская икона, родимая икона — в Древней Руси XVII—XVIII веков икона, которую создавали ко дню крещения ребёнка. Традиция существовала практически исключительно в царской семье. Такая икона была узкой по ширине, а по высоте соответствовала росту («мере») новорожденного и изображала тезоименного ему святого. До нашего времени в музеях сохранилось не более 20 подобных дореволюционных икон.
В России XXI века традиция была воскрешена, потеряла элитарность, стала массовой (за 2006 г. в России было написано более 50 тыс. мерных икон) и была поставлена на коммерческую основу. Современными иконописцами разработана сложная «иконография» и символика таких икон, не опирающаяся на историческую традицию.

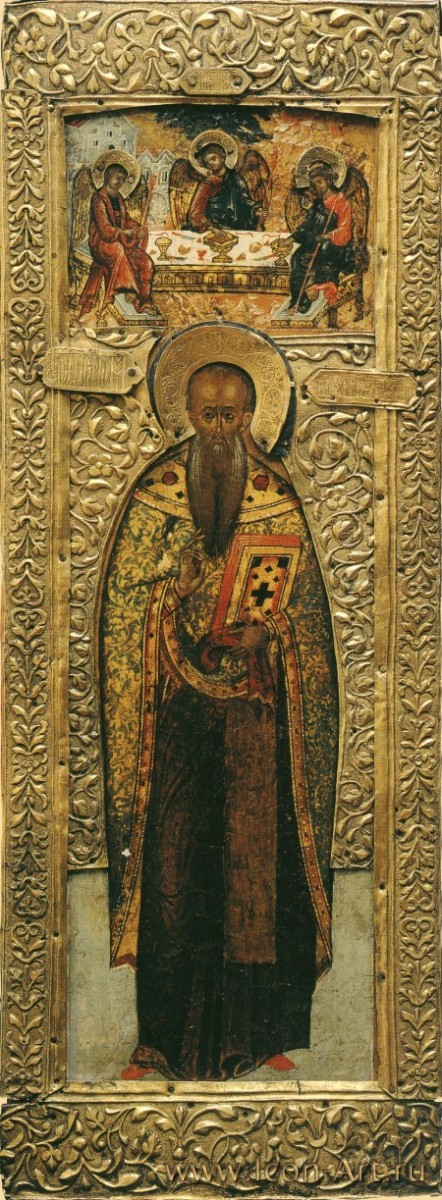
«Василий Анкирский» — мерная икона царевича Василия
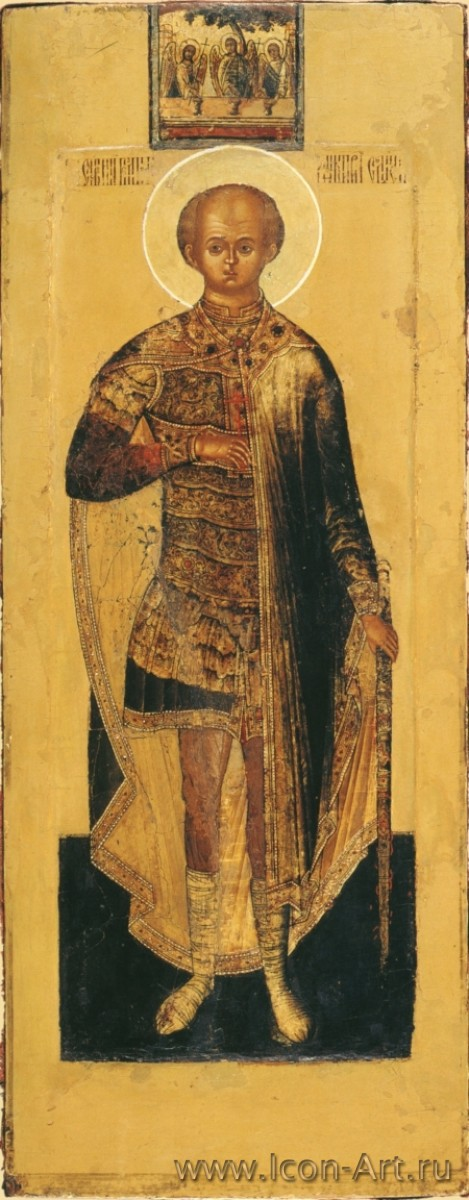
«Димитрий Солунский» — мерная икона царевича Дмитрия
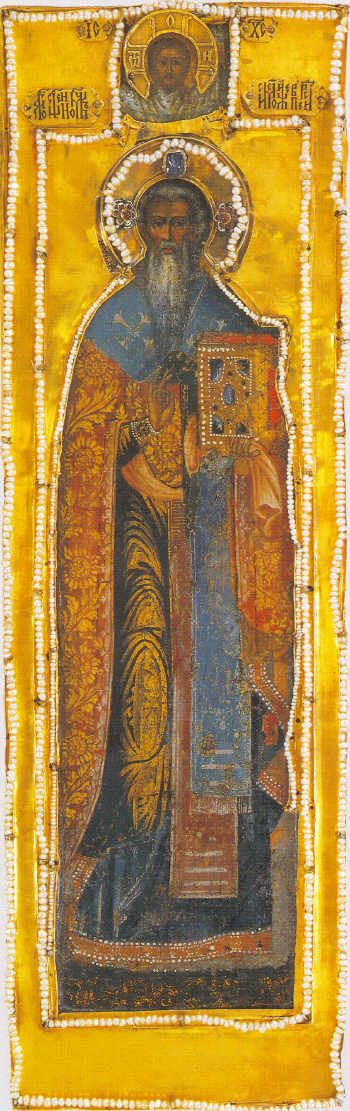
«Симеон Персидский» — мерная икона царевича Симеона
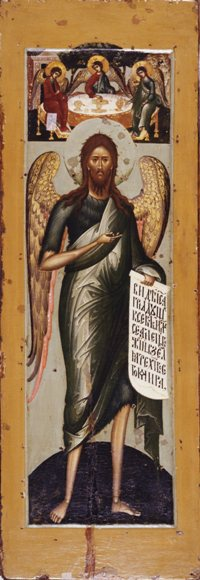
«Иоанн Креститель» — мерная икона царя Ивана V

### Патрональная икона к венчанию царство

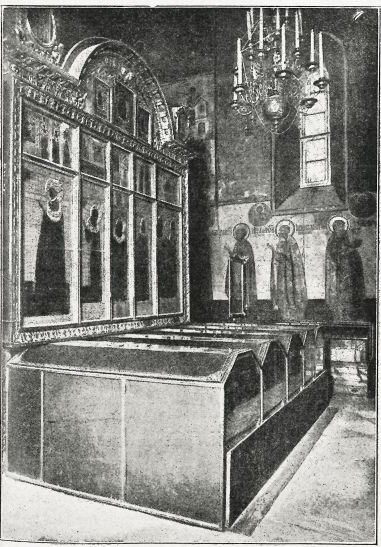
Патрональные иконы царей, установленные в надгробный иконостас над их усыпальницей в Архангельском соборе (дореволюционная фотография; ныне иконостас разобран)

Помимо мерных икон, создававшихся при рождении царевича, из соборов Кремля происходит ряд похожих по пропорциям тезоименных (патрональных) икон тех же Рюриковичей и Романовых, которые создавались по другому важному случаю — вступлению на престол.
Здесь святой всегда изображался в молении Господу Богу, представленному благословляющей из разверзшихся небес Десницей. Образы святых покровителей царских писали на узкой доске вскоре после церемонии венчания на царство и помещали в иконостас домового храма напротив царского моленного места (в местный ряд иконостаса Благовещенского собора), а после смерти царя икону переносили в Архангельский собор «ко гробу». В настоящий момент в иконостасе Благовещенского собора осталась установленной только последняя из таких икон, посвященная Петру I и Ивану V, все остальные находятся в музейной экспозиции Кремля.

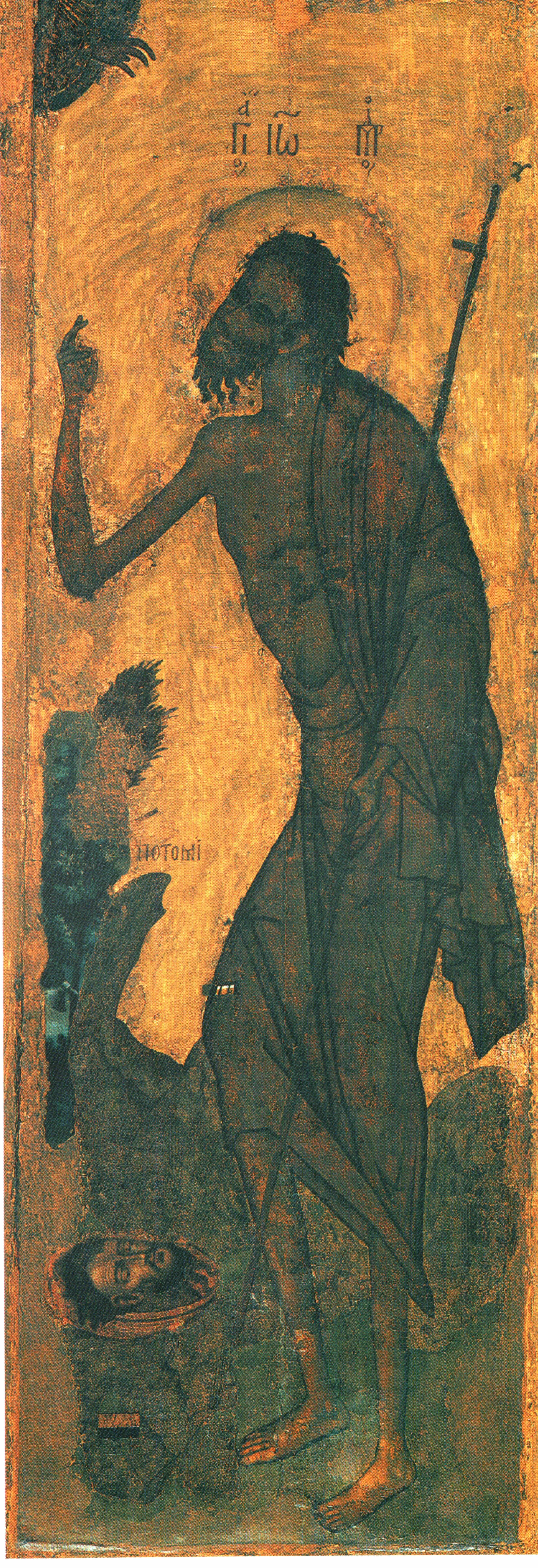
«Иоанн Предтеча» — патрональная икона Ивана Грозного, старейшая из сохранившихся подобных икон
«Феодор Стратилат» (1584?) — к вступлению на престол Федора Ивановича
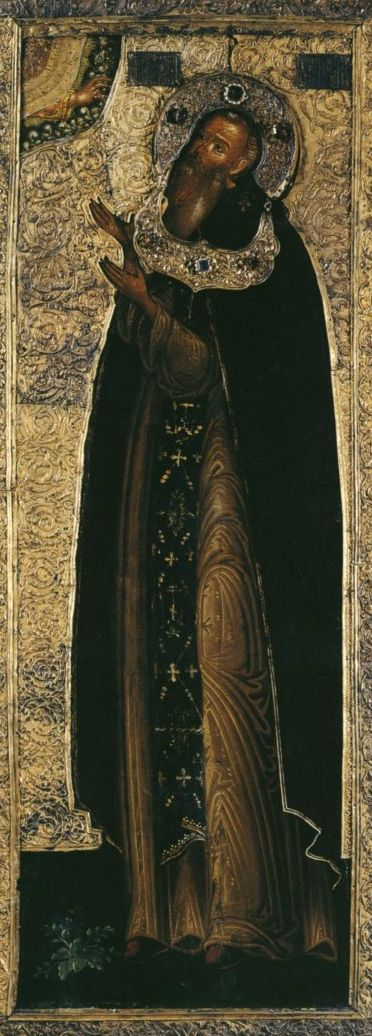
«Святой Михаил Малеин» (XVII век) — к вступлению на престол Михаила Фёдоровича
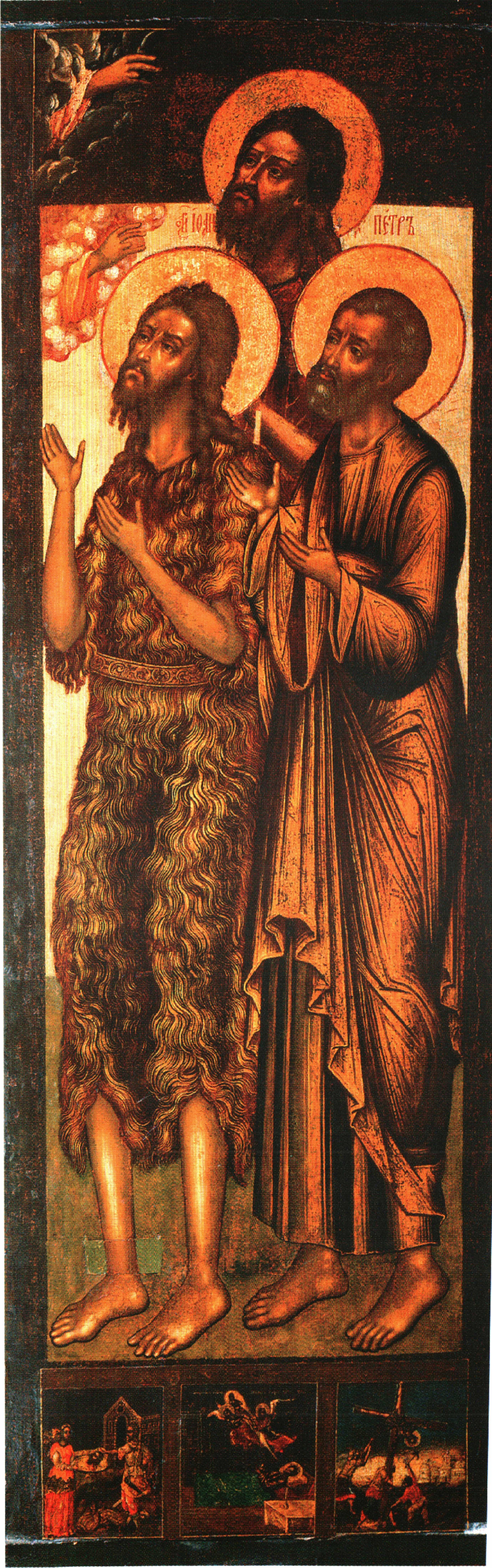
«Апостол Пётр, Иоанн Предтеча и Алексей Человек Божий» (1682/1683 - 1745-1761) — покровители Петра I и его соправителя брата Ивана V, и отца их Алексея Михайловича

### Иконы со святым покровителем
Также сохранился круг икон, где князья изображены со своими небесными покровителями: следует отметить, что подчас это были прижизненные портреты (либо образы, написанные вскоре после смерти для установки при гробе). То есть на иконе изображался неканонизированный человек, однако его принадлежность к царской (великокняжеской) семье дозволяло эту привилегию.

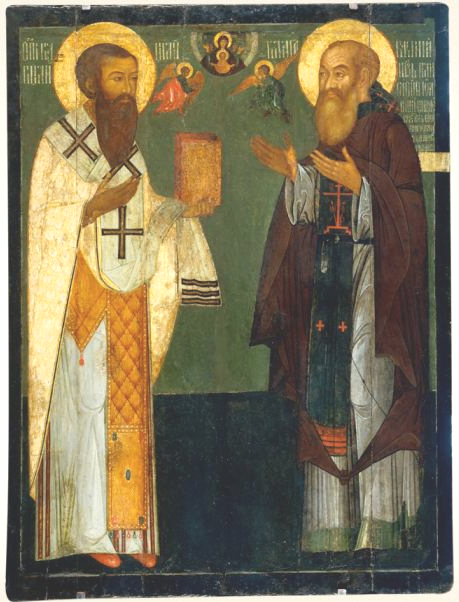
Великий князь Василий III и св. Василий Великий
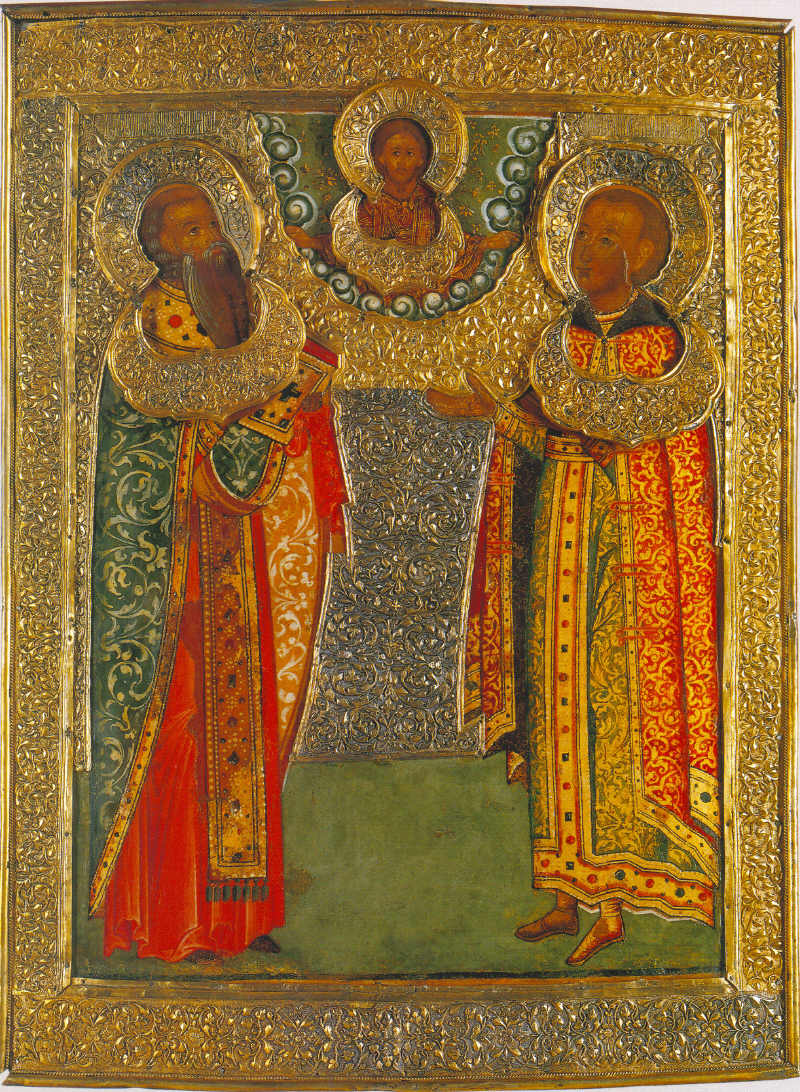
Царевич Василий Михайлович и св. Василий Анкирский
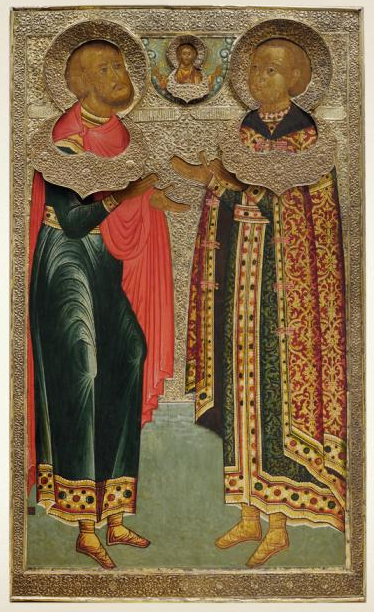
Царевич Иван Михайлович и св. Иоанн Белоградский

### Семейная икона
Также для царской семьи писались иконы с изображением групп святых, объединённых тем, что они являлись святыми покровителями членов этой семьи. Эта традиция распространилась и в других слоях общества.
К свадьбе в царской семье писали иконы с изображением 2 святых — мужчины и женщины, покровителей новобрачных. Эта традиция также распространилась в другие слои.

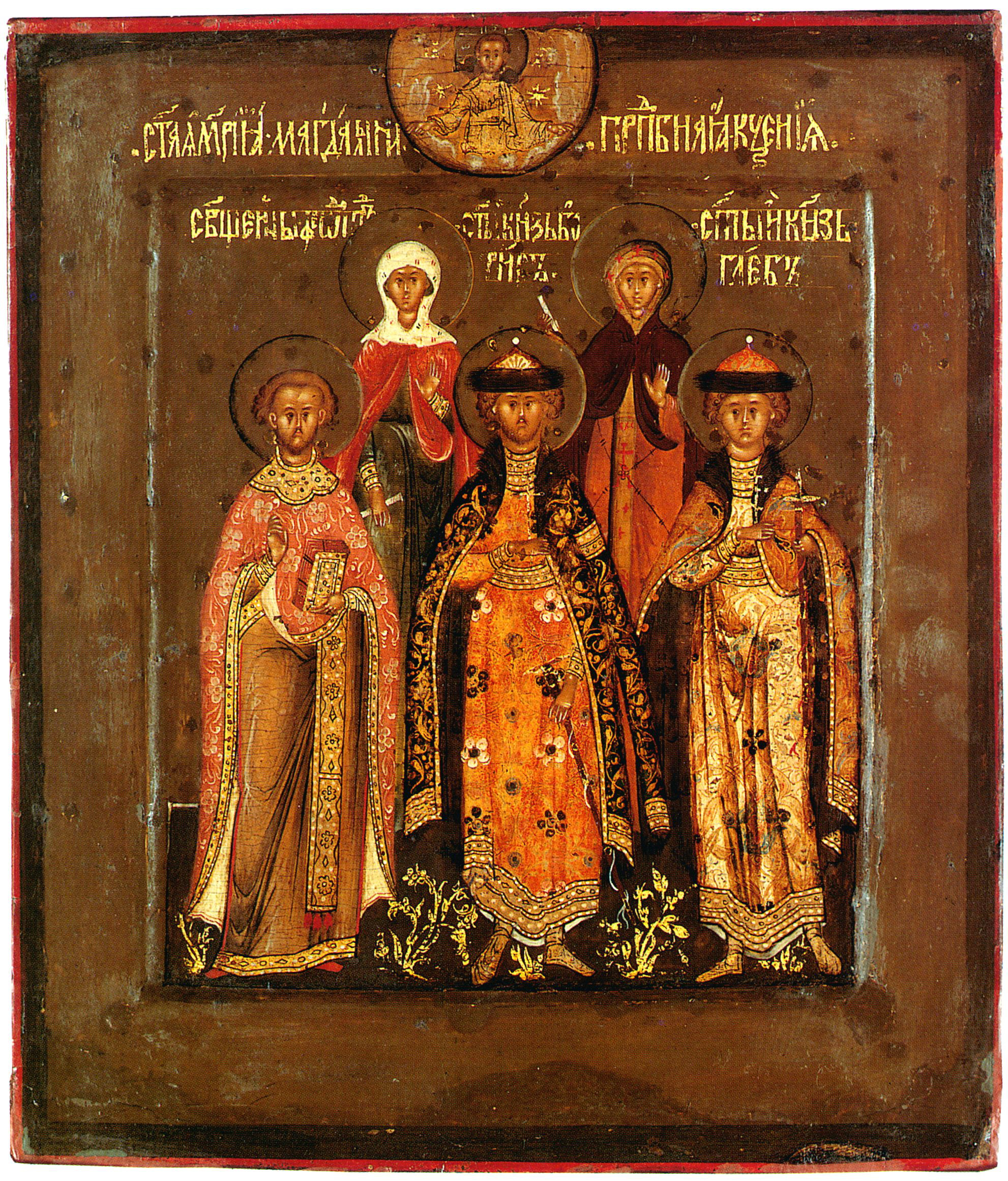
Семейная икона Годуновых: свв. Феодот Анкирский, князья Борис и Глеб (Борис Годунов, по прямому имени Федот), преподобная Ксения (Ксения Годунова), Мария Магдалина (Мария Годунова)
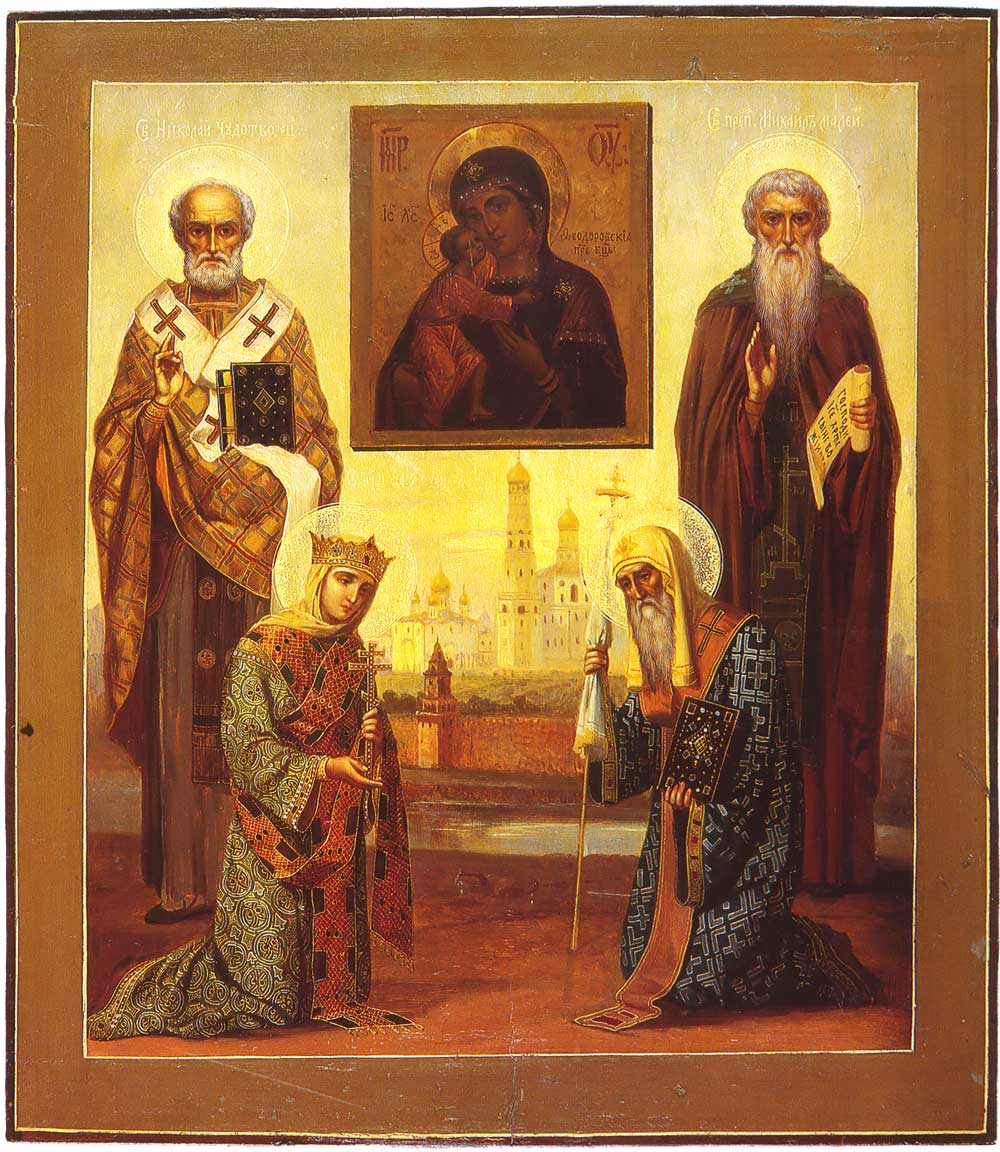
Семейная икона последних Романовых: Фёдоровская Богоматерь с святыми - Николай Чудотворец (Николай II), Александра Римская (Александра Фёдоровна), митрополит Алексий (цесаревич Алексей Николаевич) и Михаил Малеин (вел. кн. Михаил Александрович)
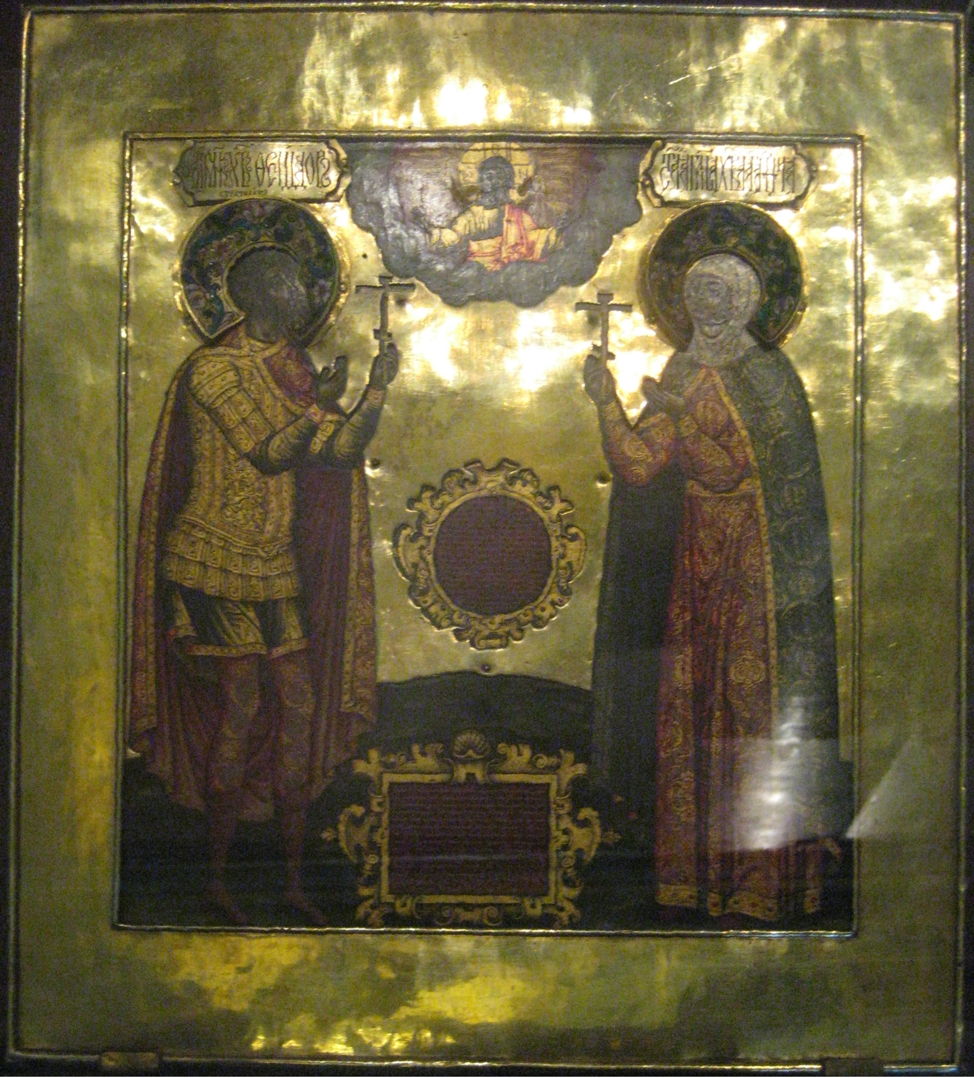
Федор Стратилат и великомученица Агафья. Патрональная икона царя Федора Алексеевича и царицы Агафьи.
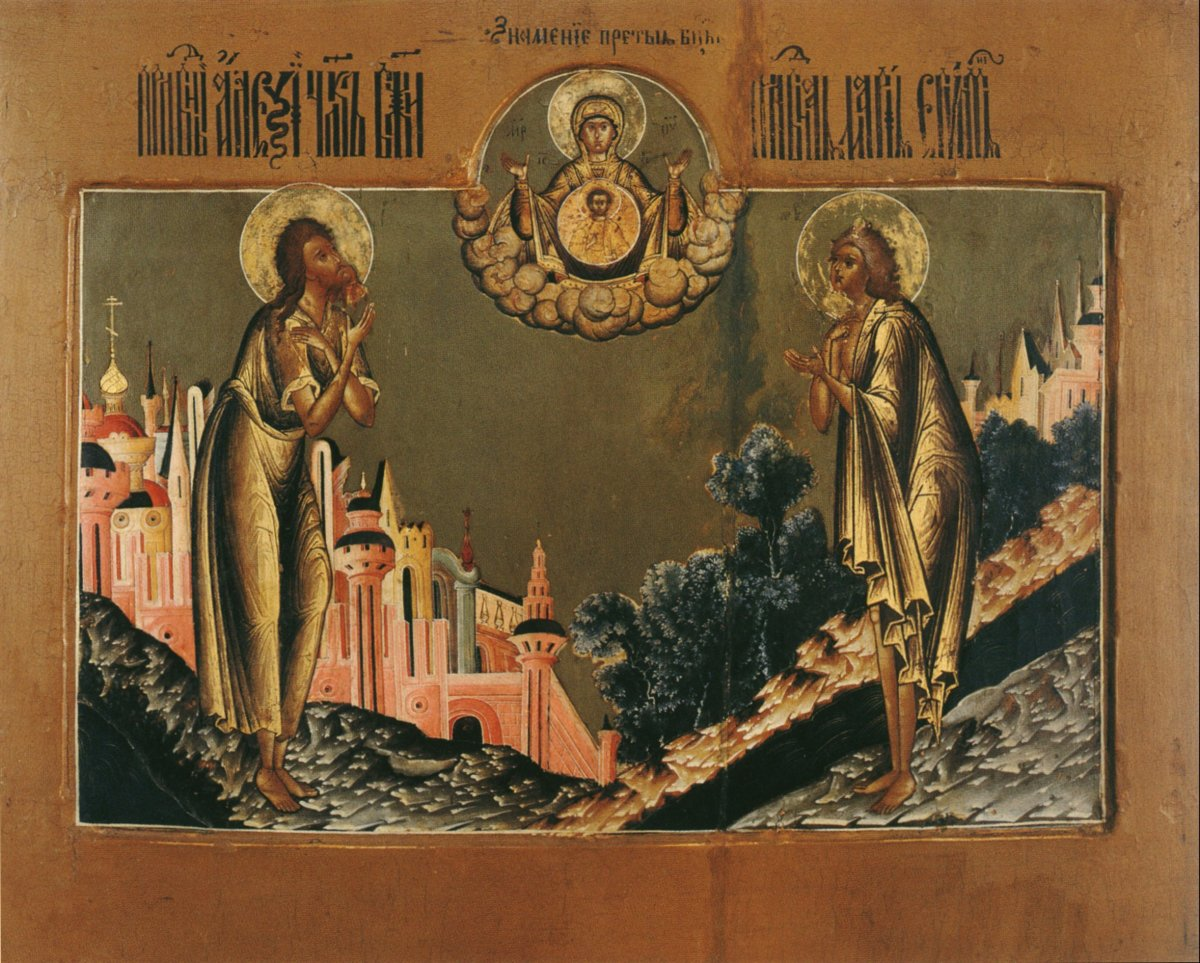
Святитель Алексий Человек Божий и преподобная Мария Египетская. Икона написана к бракосочетанию царя Алексея Михайловича с царицей Марией Ильиничной

### Надгробный иконостас
Авторы, писавшие о кремлёвском Архангельском соборе, оставили подробный перечень икон, составлявших довольно большие иконостасы над погребениями царей и царевичей из рода Романовых. Эти иконостасы складывались постепенно на протяжении XVII века из поступавших сюда икон, которые принадлежали лицам царского дома при их жизни — мерных икон, икон к венчанию на царство, икон со святым покровителем. В него также могло включаться парсунное изображение усопшего.
В ГИМ сохранился надгробный иконостас царевны Софьи. Также восстанавливается надгробный иконостас её сестры Евдокии.

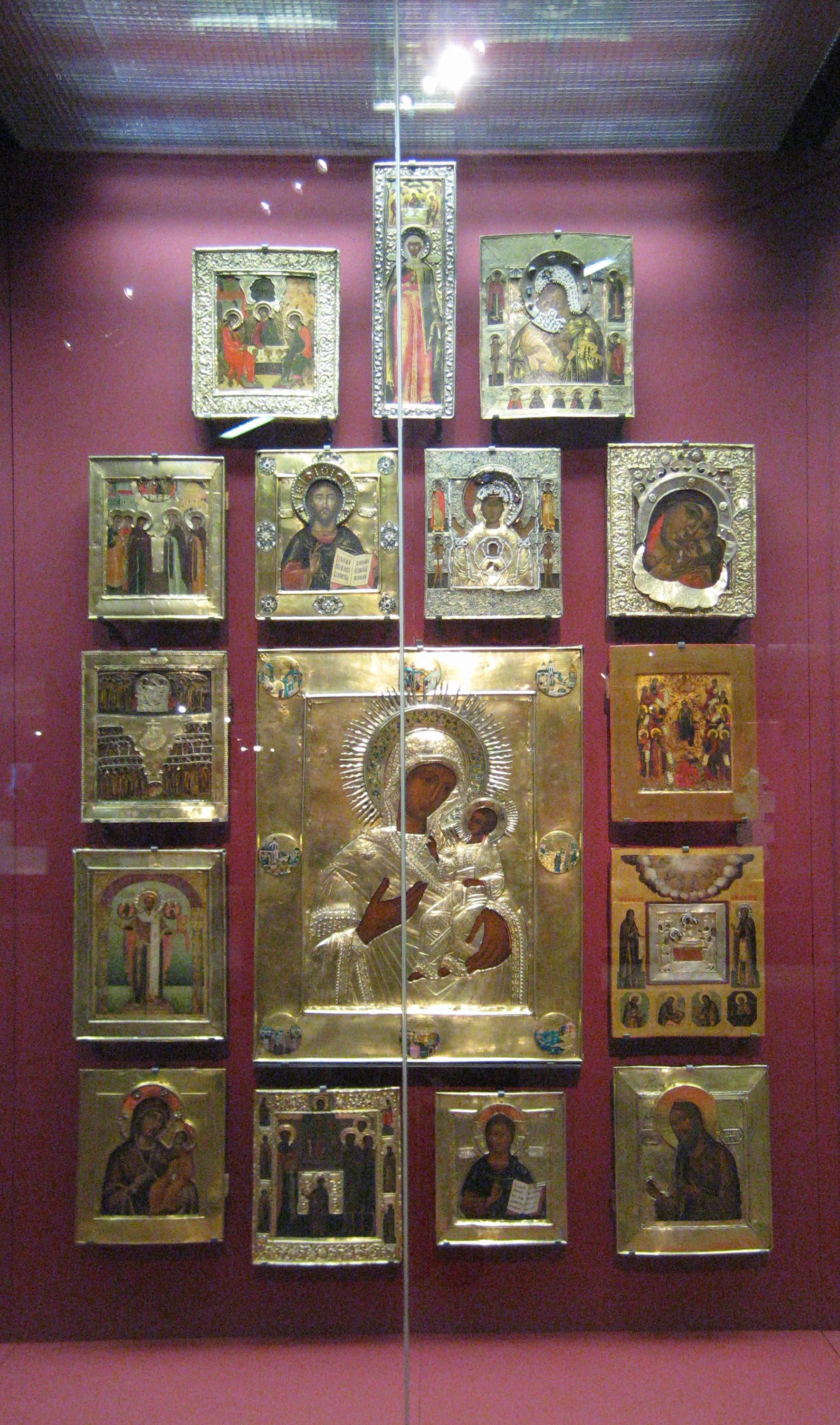
Надгробный иконостас царевны Софьи из Смоленского собора Новодевичьего монастыря
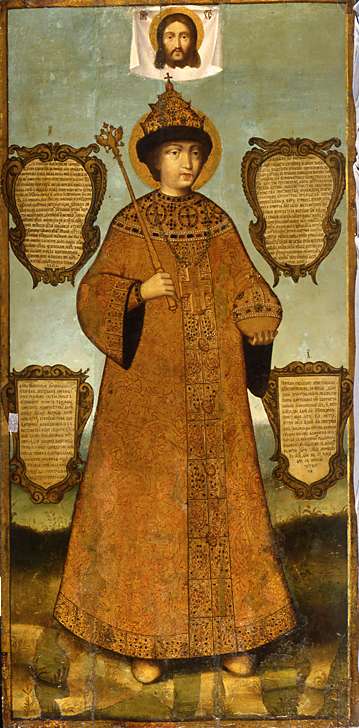
Надгробный портрет-парсуна царя Федора III

## Частные иконы
В частном быту популярно приобретение икон с изображением 1 тезоименитного святого. В дореволюционной России обеспеченные слои могли позволить себе заказ семейных икон с подобранными по именам группами святых. В России XXI века эта традиция продолжилась, также в большом количестве стали изготавливаться мерные иконы.